# Jeskynní malířství

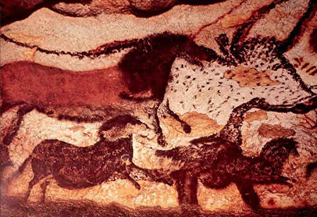
Koně (Lascaux, Francie)

Jeskynní malířství je souhrnné označení pro prehistorické malby, jež se zachovaly na stěnách a stropech jeskyní v různých částech světa.
Přestože není jasná původní funkce jeskynních maleb,     jsou ve své vrcholné podobě i pro dnešního diváka vnímány jako výtvarné projevy vysoké estetické hodnoty tvořící první významnou kapitolu dějin umění. Jeskynní malby, jeden z prvků paleolitického umění, bývají dávány do souvislosti s různými rituály či náboženstvím. Některé kresby snad mohly mít i astronomický význam. Umění, které vznikalo v období paleolitu, je spjato s paleolitickými lovci a sběrači. Nejčastějšími náměty jeskynních maleb byly zvířecí motivy. Příklady znázorňovaných zvířat se tak často stávali koně, bizoni, mamuti, nosorožci či sobi.  Nejznámější jeskynní malby objevené ve Španělsku a ve Francii bývají datovány do magdalénienu (přibližně 17 až 11 tisíc let BP). Podle novějších výzkumů pochází některé významné malby již z období aurignacien (38–28 tisíc let). V Asii jsou nejstarší figurální malby zhruba 44 tisíc let a 51 tisíc let staré. Autory nejstarších maleb v Evropě byli, podle některých teorií, pravděpodobně neandrtálci, přičemž malby mohou být starší než 64 tisíc let. Rapidní rozvoj tohoto umění je pak spojen s kromaňonci v mladším paleolitu. Někdy jsou autory někdejší děti.

## Nejznámější naleziště
První náznaky paleolitického umění se objevovaly od 30. let 19. st. v jeskyni Le Saléve nebo Le Chaffaud. V tomto případě se jednalo o znázornění laní či sobů v kostech nebo paroží. Také se objevily rytiny v jeskyni La Mouthe nebo malby ve Font de Gaume.  Nejznámější jsou tak mladopaleolitické jeskynní malby v Evropě a neolitické v Africe.

### V Evropě

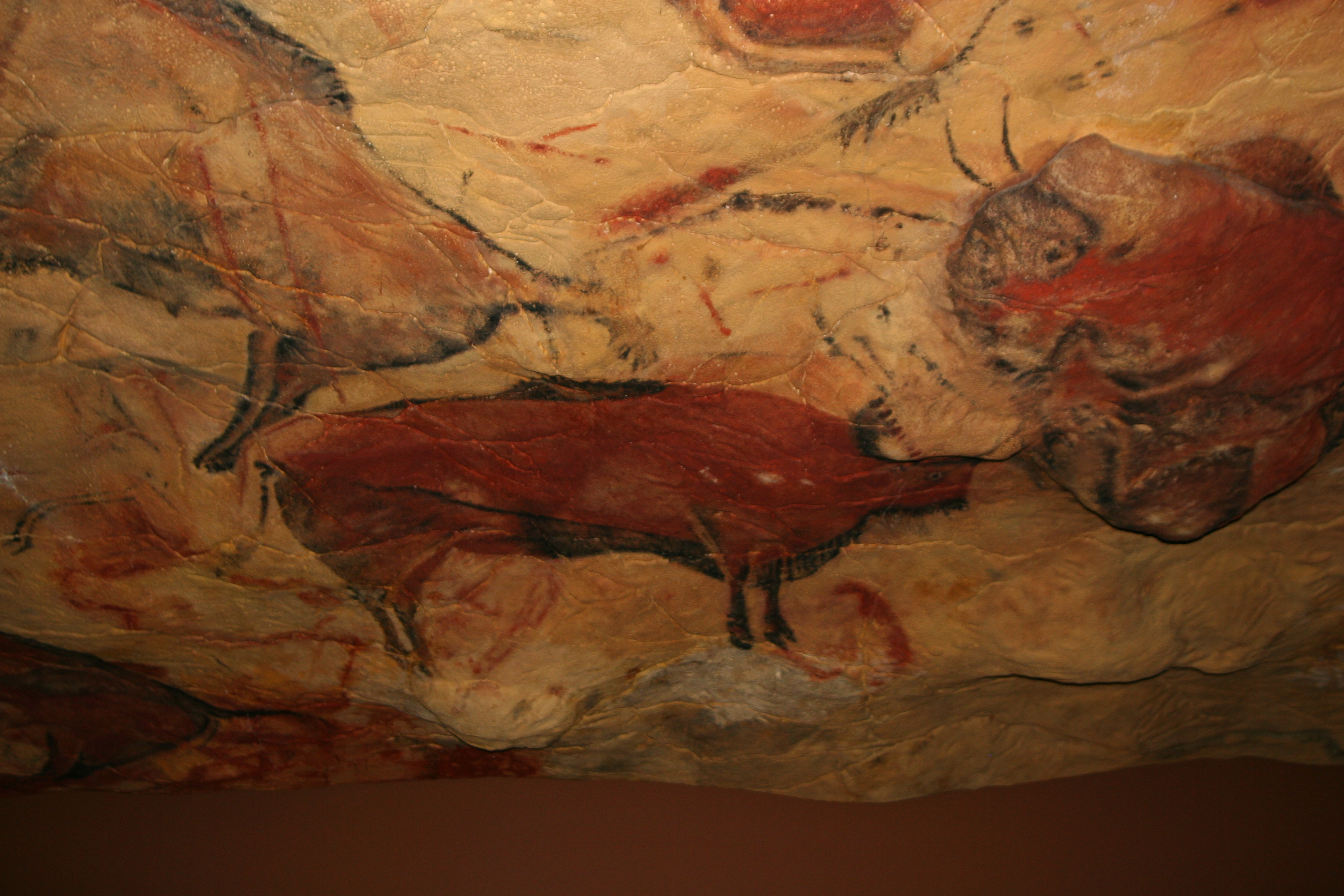
Altamira

Největším nalezištěm jeskynních maleb je Francie a severní Španělsko, kde je známo několik set jeskyní. Nejstarší nálezy jsou zřejmě zde (Chauvetova jeskyně). Další hojné nálezy jsou v jižním Německu a na Moravě, kde se však zachovaly jen plastiky.
- Lascaux, Francie
- La Marche u Lussac-les-Chateaux, Francie
- Chauvetova jeskyně u Vallon-Pont-d'Arc, Francie
- Altamira u Santillana del Mar, Španělsko
- Cueva de La Pasiega, Cuevas de El Castillo, Španělsko
- Font de Gaume v údolí Dordogne, Francie

Další nálezy jsou v Anglii, Německu, Finsku, Bulharsku aj.

### V Africe
- Tassilí, Sahara (Alžírsko)
- Laas Geel, Somálsko
- Cederberg, Jihoafrická republika
- Murewa, Zimbabwe

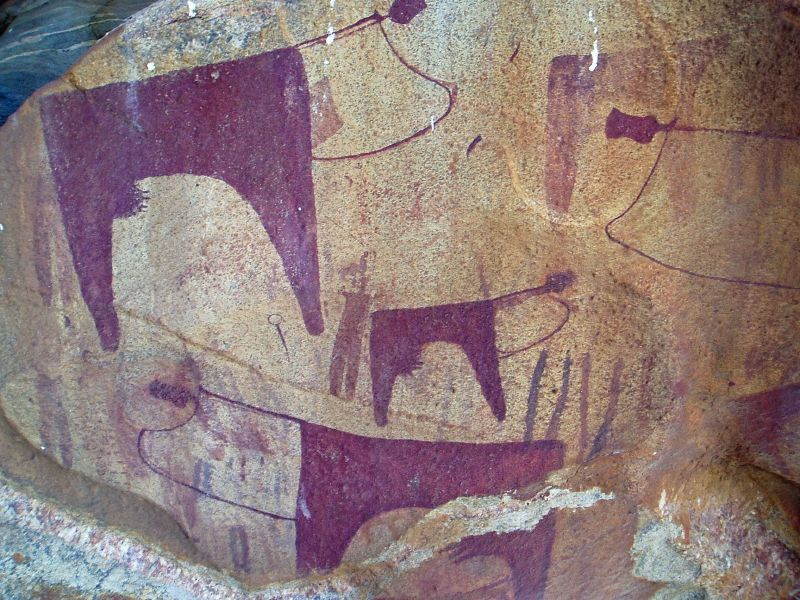
Krávy (Laas Geel, Somálsko)

V jižní Africe se nalezly skalní a jeskynní malby domorodých Sanů (křováků), jejichž stáří je složité určit, které se však paleolitickým malbám velmi podobají (Cederberg, Murewa aj.)

### Ostatní

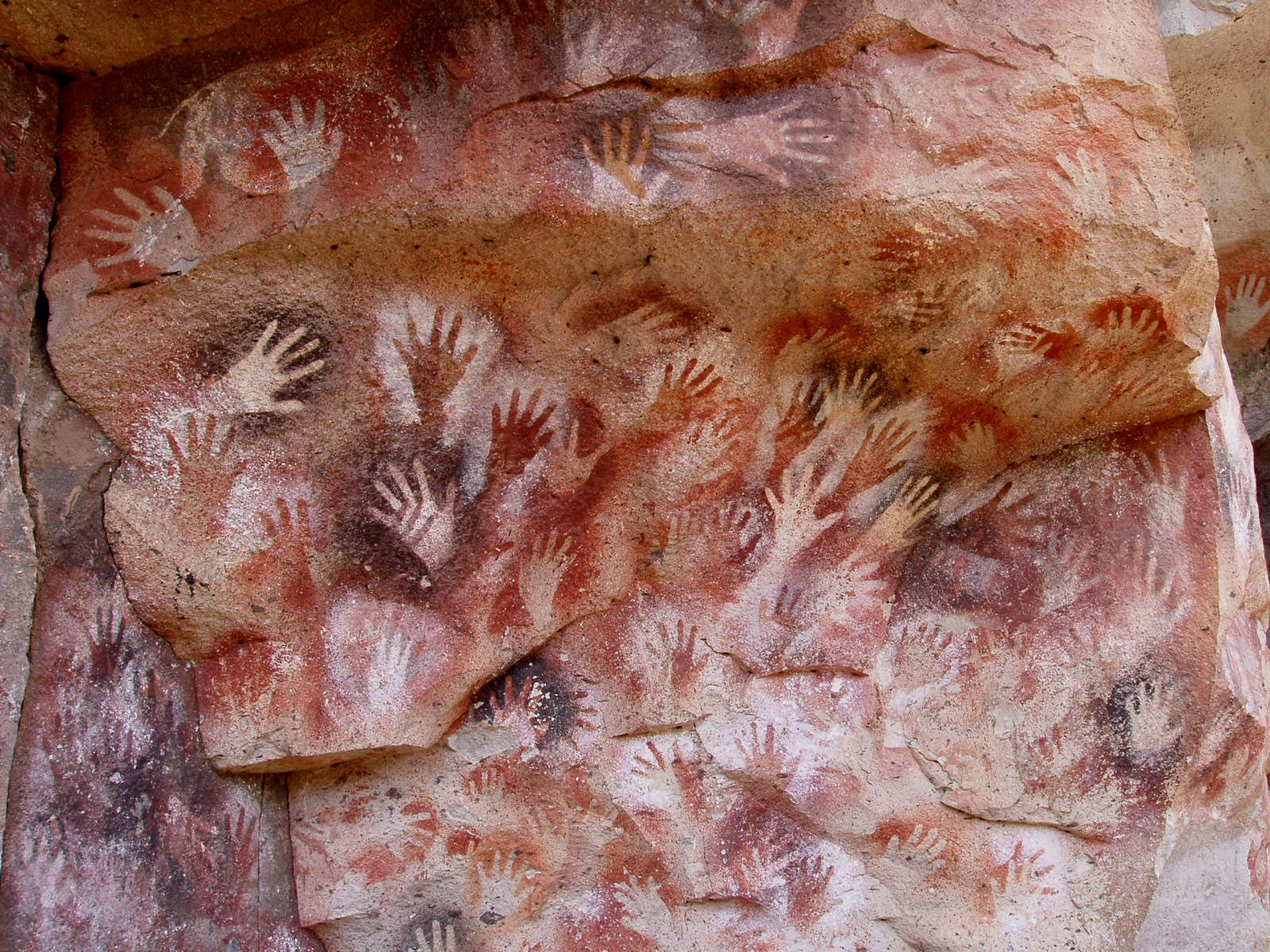
Cueva de las Manos, Argentina

- Cueva de las Manos, Río Pinturas, Argentina
- Juxtlahuaca, Mexiko
- Kimberley, západní Austrálie (duchové Wandjinové)
- Národní park Serranía de Chiribiquete, Kolumbie
- Serra da Capivara, Brazílie
- Sulawesi, Indonésie

## Technika
V pravěkém evropském umění se rozlišují dva vývojové cykly, které jsou spjaté s paleolitickým uměním. Jedná se o périgordskou a magdalénskou školu. Périgordská škola (30 000 – 13 500 př. n. l.) charakterizuje výtvory v jeskyni Lascaux (13 500 př. n. l.), na kterých se objevují zpravidla býci. Ke vzniku těchto maleb se využívala tzv. kroucená perspektiva, kdy byla zvířata vyobrazena z profilu, ale rohy byly znázorněny čelně. Mimo to byla zaznamenána i malba pomocí otisků rukou, tečkovaných čar a stříkané malby. Stříkaná malba je charakteristická tím, že místo, kde byla přitisknuta ruka, zůstalo bílé a okolní plocha byla nabarvená. Oproti tomu magdalénská škola (přibližně 17 000 – 11 000 př. n. l.) dávala přednost jednodušším kresebným liniím a větší přesnosti. Na vyobrazeních je patrné využívání barev a znázornění zvířat stojících čelem k sobě. Takovéto vyobrazení lze spatřit např. v jeskyni Altamira, Rouffignac či Les Combarelles. 
Jeskynní malby se vyskytují často v jeskyních špatně přístupných a bez denního světla, zpravidla beze stop osídlení. Někde jsou stěny očazené od loučí nebo pochodní a někde je třeba předpokládat použití lešení. Použité barvy jsou hlavně hlinky (různé odstíny okru) a dřevěné uhlí. Obrysy jsou někdy vyryté do skály. Tématem jsou v Evropě převážně zvířata, koně, bizoni, lvi, losi atd., v Africe jsou častější stylizované postavy lovců, a kromě toho geometrické útvary a otisky rukou.
Malby také mohou využívat prostorové reliéfy skály.

## Smysl

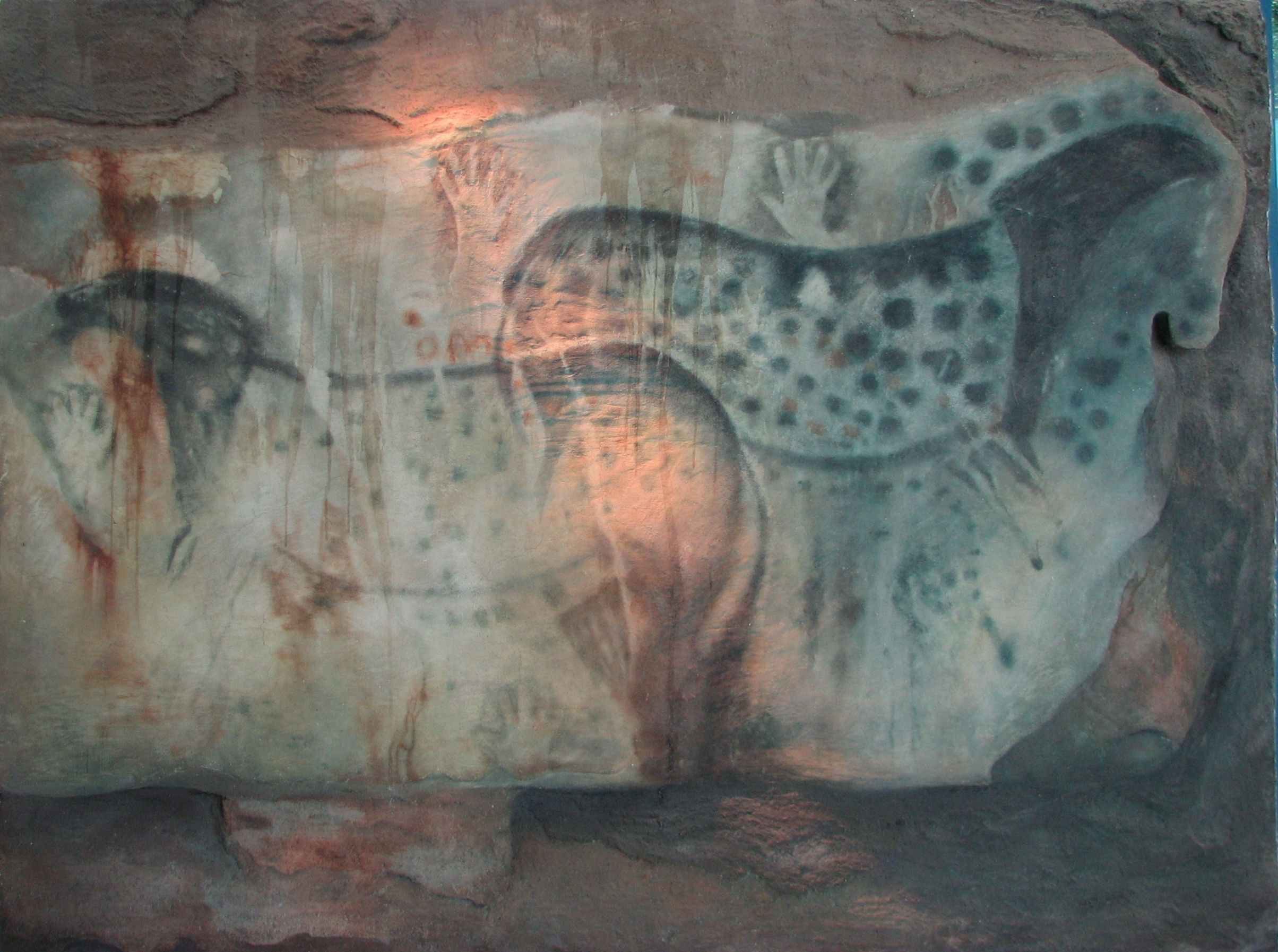
Vyobrazení koní s tečkami v jeskyni Pech Merle

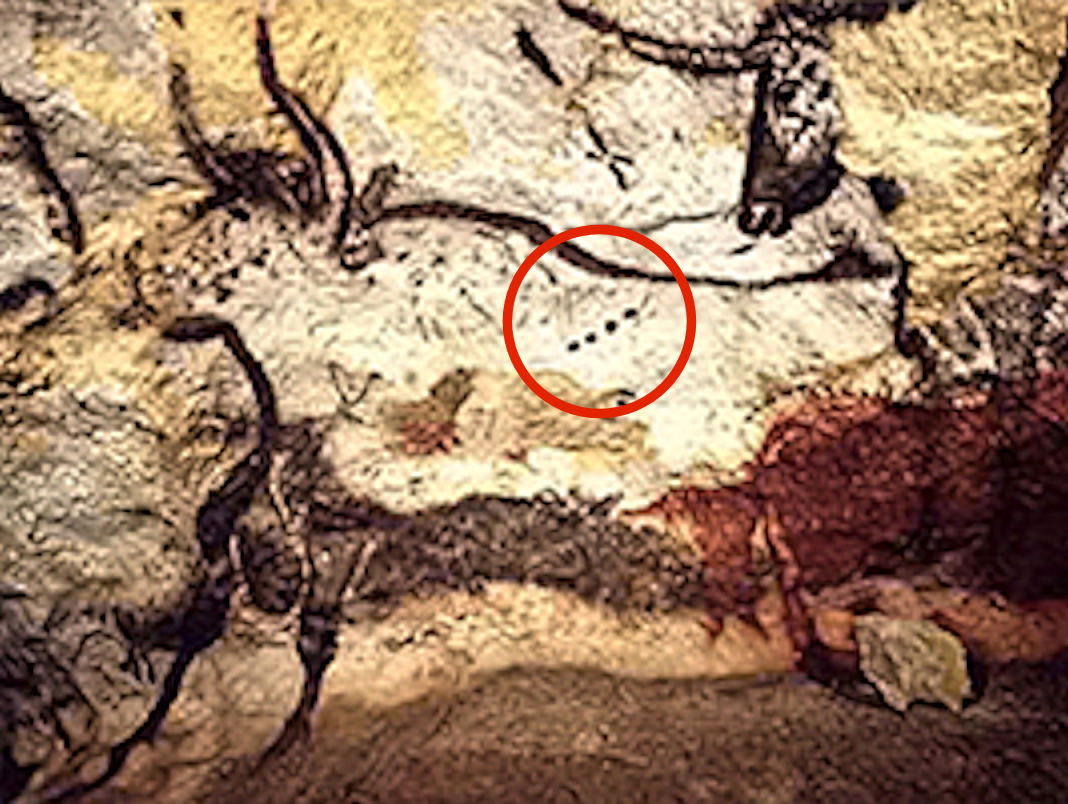
Tečky v jeskyni v Lascaux, které patrně značí počet měsíců.

Smysl jeskynních maleb není jasný. Jeskynní umění mohlo pro pravěkou společnost představovat jakýsi druh lovecké magie. Lidé se díky němu cítili silnější a sebevědomější, a to hlavně při výpravách na lov. Jedna z teorií říká, že pokaždé, když se připravovali na další lov, namalovali nové vyobrazení. Měli pocit, že tato magie nabude většího účinku, pokud se bude obraz přibližovat živému vzoru. Ale o tom, proč tyto malby vznikaly, se neustále spekuluje. Mohlo by se např. jednat o nějaké rituální vyobrazení či šamanismus. 
Proti původní hypotéze Henri Breuila, že namalovaná zvířata měla magicky podporovat úspěšné lovce, mluví fakt, že na malbách jsou často dravci a zvířata, která se nelovila. David Lewis-Williams v dokumentu BBC One, Jak umění utvářelo svět, navrhuje odlišnou teorii. Podle rozhovorů Wilhelma Bleeka z 19. století s Křováky, má trans velkou úlohu v jejich životě. Jeskynní malby nezobrazovaly reálný svět, ale vidění pravěkých lidí v transu, kterého dosahovali nějakým rituálem nebo senzorickou deprivací, způsobenou delším pobytem ve tmě hluboké jeskyně. Tyto vidiny měly velký citový význam pro člověka, proto byly malovány na zdi. Tuto teorii potvrzuje fakt, že mnoho maleb zobrazuje fantaskní bytosti a tečky velmi podobně v jeskyních po celém světě. Tyto tečky často překrývají celé vyobrazení nebo se vyskytují samostatně a mají pravděpodobně původ v senzorické deprivaci nebo transu.
Proti tomu ovšem svědčí fakt, že některé z nich vyžadovaly spolupráci mnoha lidí (lešení, osvětlení). Pravděpodobně tedy měly jeskynní malby význam v širším smyslu náboženský, i když je dnes nedovedeme blíže interpretovat. Nové výzkumy naznačují, že odpovídají používání drog. Negativní otisky rukou se zdají býti (podle tvaru ruky) převážně ženské. U maleb s vyobrazenýma rukama se mj. hovoří o možné formě znakové řeči, jelikož se na těchto malbách objevují i ruce s chybějícími či pokrčenými prsty. Pravděpodobněji se však bude jednat o rituální amputace. V neposlední řadě pak existuje i teorie, že se jedná o jakousi značku, která říká, že zde tito lidé byli.
Na malbách se ve skupinách objevují tečky či čárky. Statisticky bylo ukázáno, že jejich počet značí (jako kalendář) počet lunárních měsíců příslušející danému druhu zvířete.

## Galerie

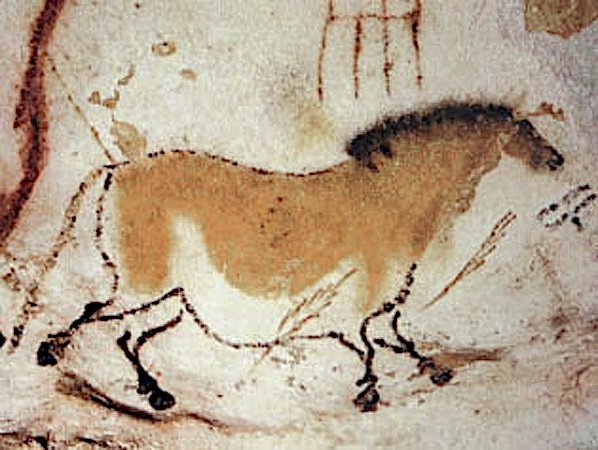
Koně (Lascaux)
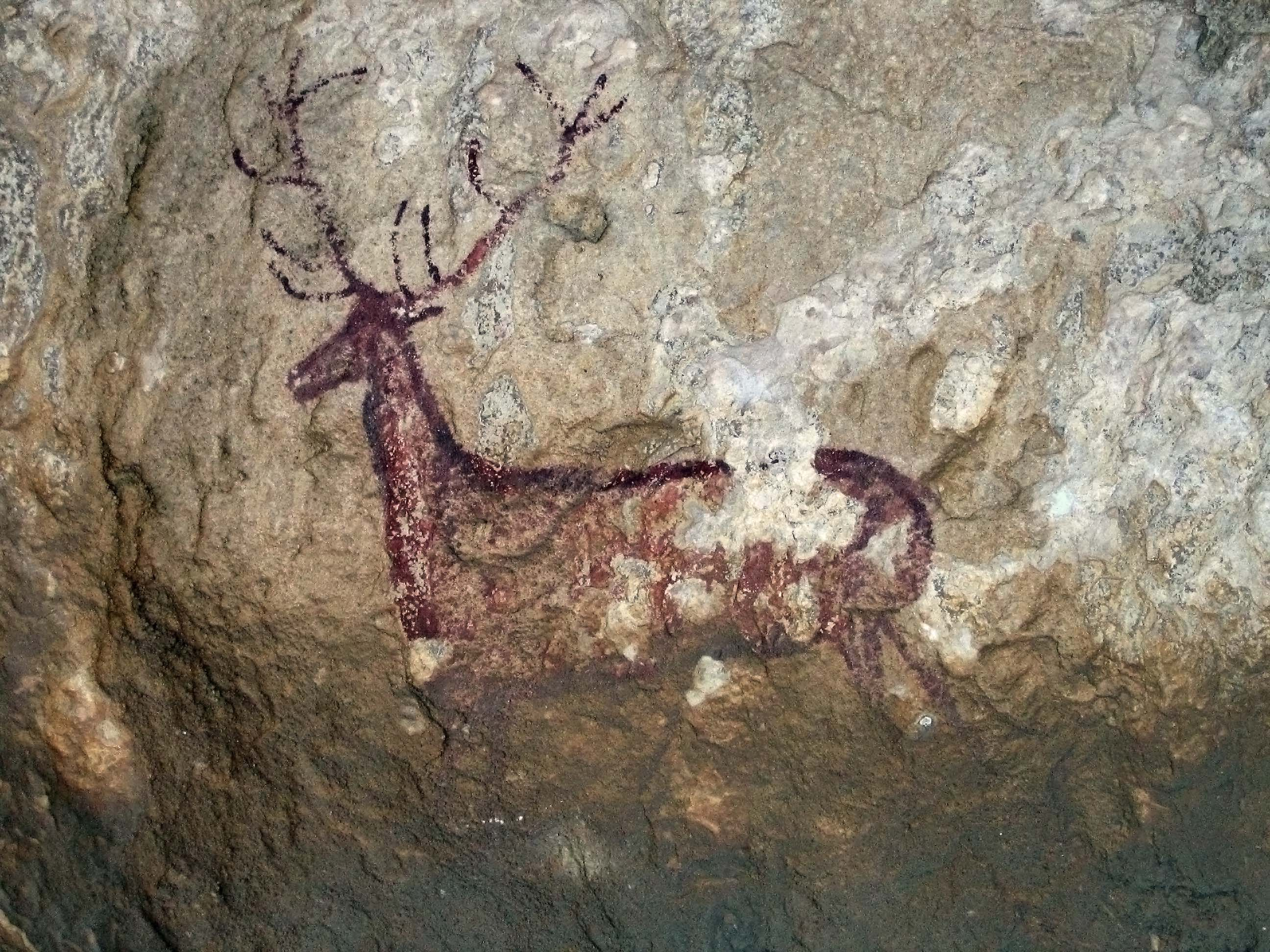
Chimiachas (Španělsko)
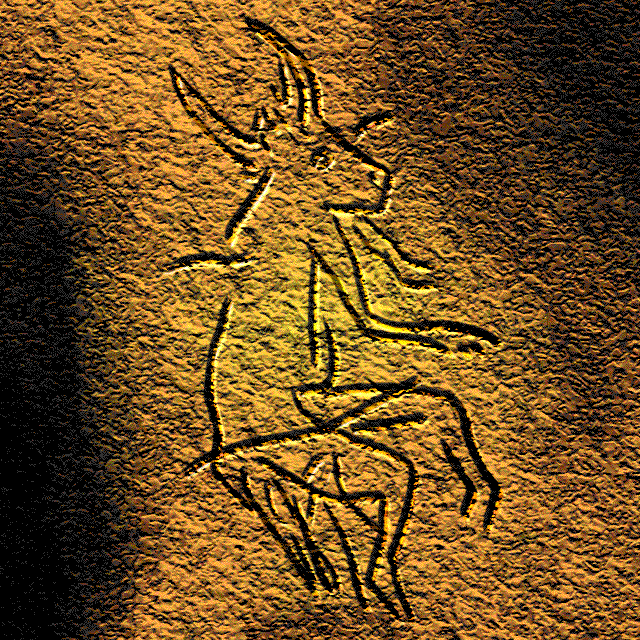
Kouzelník (Dordogne)
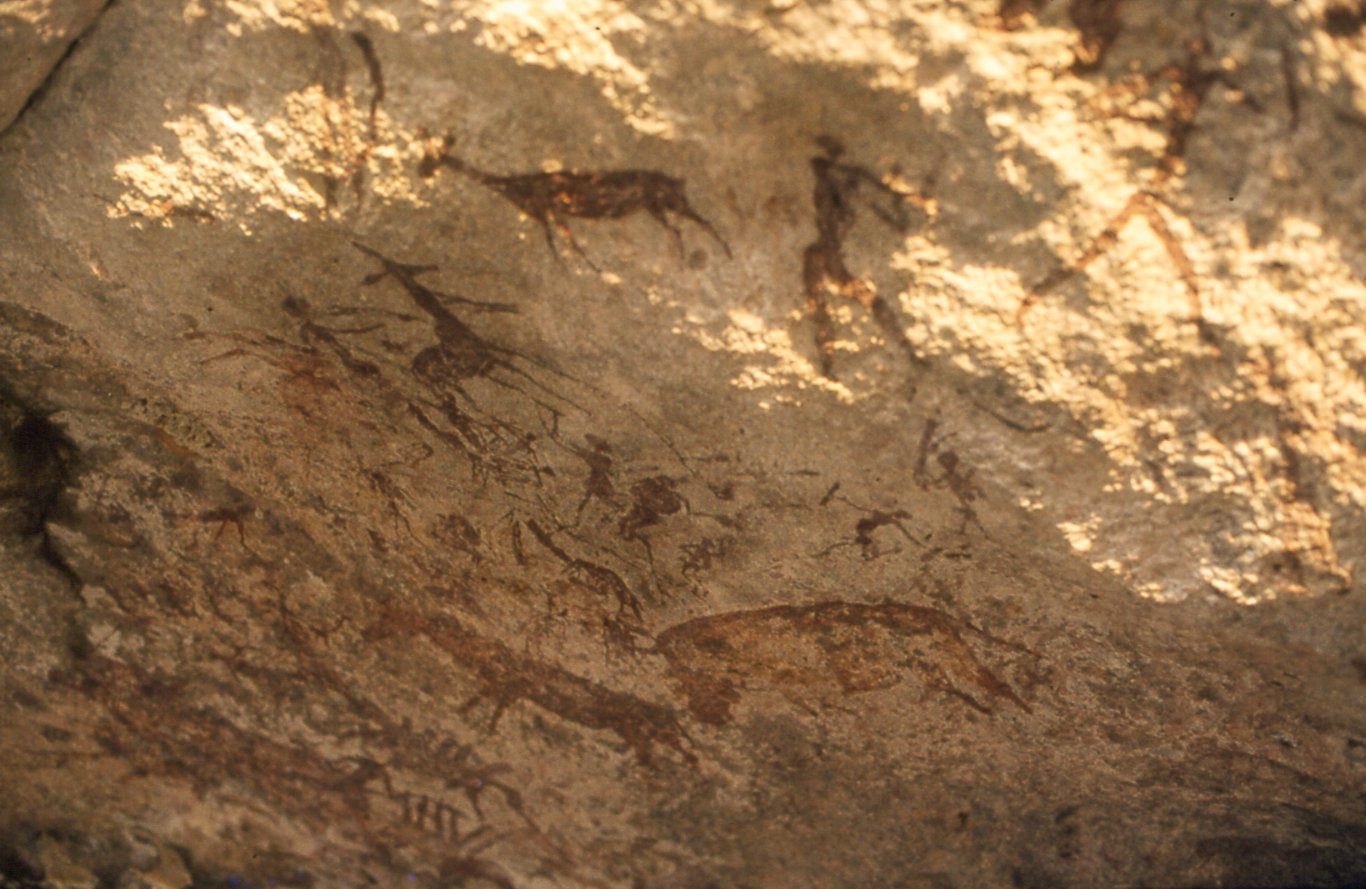
Sanské umění (Murewa, Zimbabwe)
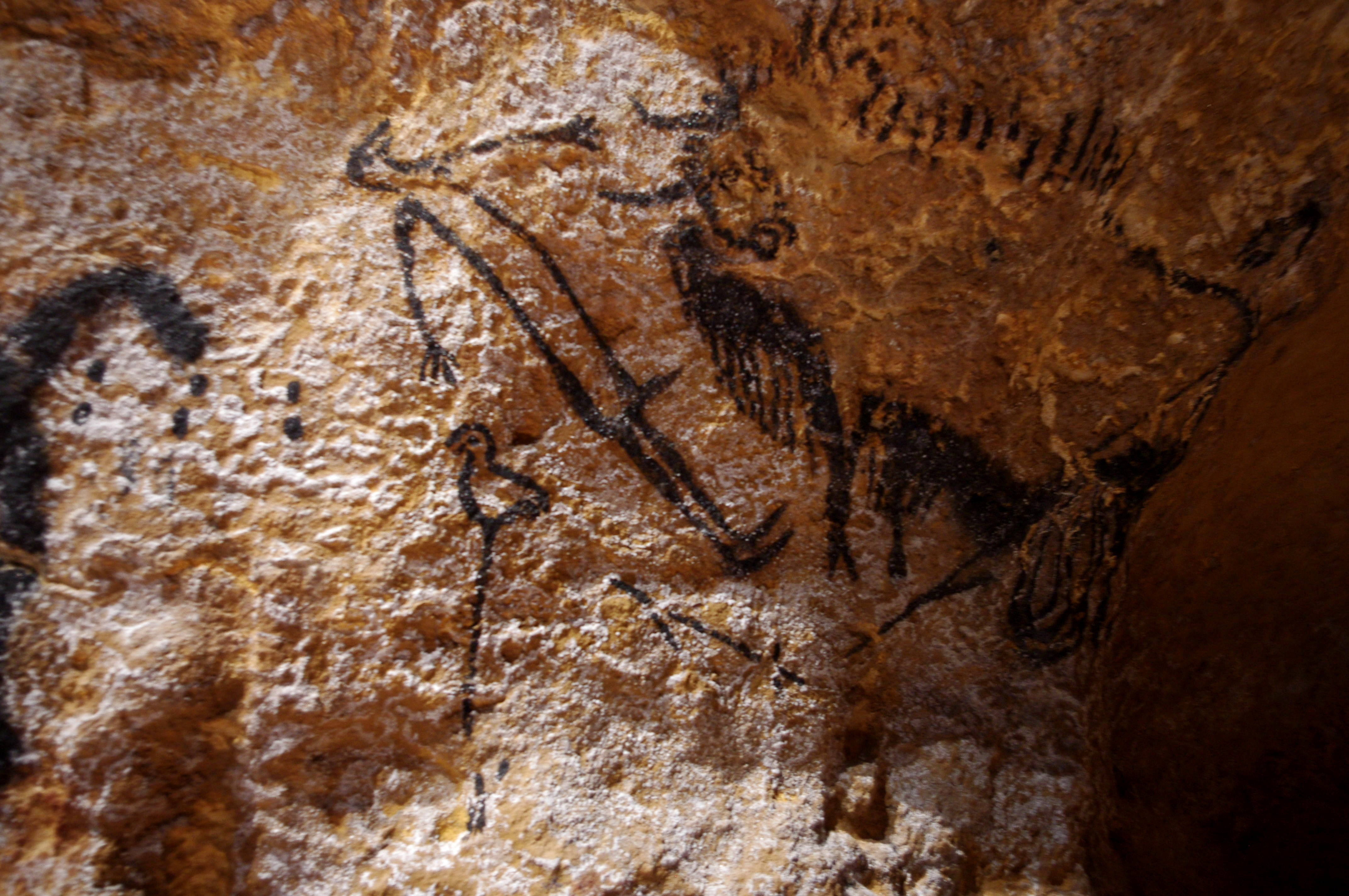
Lascaux (Périgordská škola)
jeskyně v Magdaleniu
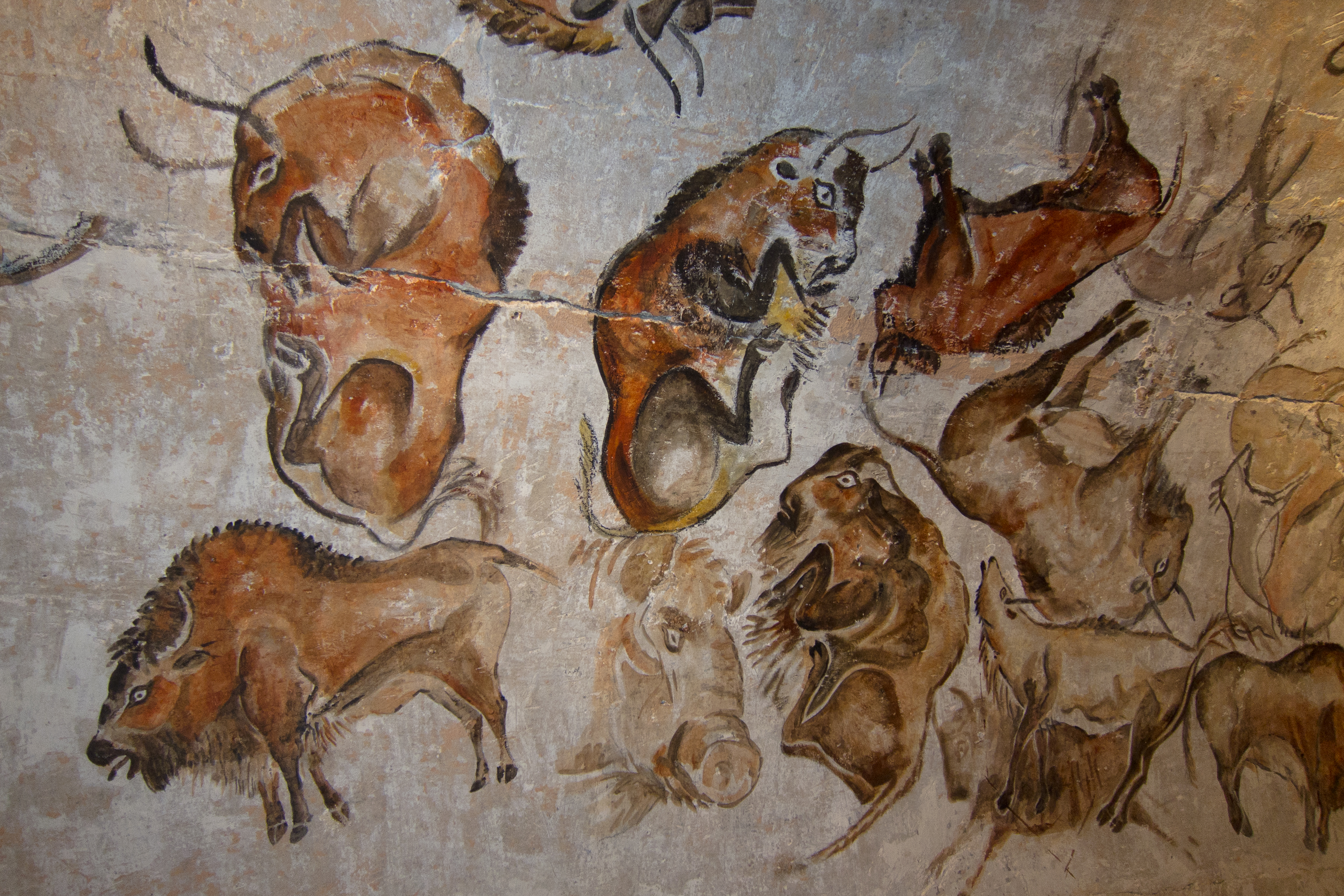
Altamira